# Các ngôn ngữ Andaman
Các ngôn ngữ Andaman là những ngôn ngữ bản địa của quần đảo Andaman, được nói bởi các tộc người Negrito tại đây. Có hai ngữ hệ tại quần đảo Andaman, Andaman Lớn và Önge, cũng như tiếng Sentinel, một ngôn ngữ không có thông tin và do đó không phân loại được.

## Lịch sử
Người dân Andaman bản địa đã sống tại đây từ hàng nghìn năm trước. Dù sự tồn tại của quần đảo và cư dân của nó đã được các quốc gia và các thương gia Nam và Đông Nam Á biết đến từ lâu, song sự tiếp xúc với người Andaman thường lác đác và không mấy thân thiện; do đó, hầu như người ta (người châu Âu) chẳng biết gì đến về họ hay ngôn ngữ của họ cho đến tận giữa thế kỷ XVIII. Từ thập niên 1860 về sau, sự thuộc địa hóa của Anh và sau đó là sự nhập cư từ tiểu lục địa Ấn Độ đã ảnh hưởng lớn và lâu dài lên những ngôn ngữ này, nhất là ngôn ngữ nhóm Andaman Lớn.
Tới đầu thế kỷ XX thì số lượng người Andaman đã giảm đi đáng kể, và nhiều dân tộc và ngôn ngữ Andaman Lớn tuyệt diệt. Nửa sau thế kỷ XX, đa số ngôn ngữ Andaman đã biến mất.
Những năm đầu thế kỷ XXI, còn khoảng 50 cá nhân gốc gác người Andaman Lớn còn sống, cư ngụ trên một đảo nhỏ (Strait I.); khoảng một nửa trong số họ nói một phiên bản bị biến đổi (hay creole) của các ngôn ngữ Andaman Lớn, chủ yếu dựa trên tiếng Aka-Jeru. Thứ tiếng này được gọi là "tiếng Andaman hiện đại" theo một số học giả, nhưng thường được gọi đơn giản là tiếng "Jero" hoặc "Andaman Lớn". Tiếng Hindi được sử dụng mỗi lúc một phổ biến, và là ngôn ngữ của một nửa số họ. Người cuối cùng nói lưu loát tiếng "Jero" mất năm 2009.
Các ngôn ngữ Önge còn tồn tại tới nay phần nhiều nhờ sự tách biệt lớn hơn của các tộc người Önge, cộng với sự thiếu thân thiện với người ngoài của họ.
Người Sentinel là một tộc người mà cả ngôn ngữ và tập quán đều hầu như không có thông tin gì.

## Ngữ pháp
Các ngôn ngữ Andaman đều là ngôn ngữ chắp dính, với hệ thống tiền tố và hậu tố đa dạng. Chúng có hệ thống lớp danh từ chủ yếu dựa trên bộ phận cơ thể, mỗi danh từ và tính từ gắn với một tiền tố có liên quan đến một bộ phận. Ví dụ, tiền tố "aka-" ở tên của nhiều ngôn ngữ Andaman Lớn là tiền tố cho những khái niệm liên quan đến lưỡi. Trong các ngôn ngữ Andaman, không thể chỉ nói "đầu", mà phải nói "đầu tôi", "đầu bạn", vân vân.
Hệ thống đại từ gần như đồng nhất ở các ngôn ngữ Andaman Lớn; ví dụ, ở tiếng Aka-Bea (đại từ được thể hiện ở dạng tiền tố):
| Tôi, của tôi                                     | d- | Chúng tôi, của chúng tôi | m- |
| bạn, của bạn                                     | ŋ- | các bạn, của các bạn     | ŋ- |
| anh ta, của anh ta, cô ta, của cô ta, nó, của nó | a  | họ, của họ               | l- |

Các ngôn ngữ Önge thì khác biệt hơn; ví dụ, ở tiếng Önge:
| tôi, của tôi                                     | m- | chúng tôi, của chúng tôi | et-, m-  |
| bạn, của bạn                                     | ŋ- | các bạn, của các bạn     | ŋ-       |
| anh ta, của anh ta, cô ta, của cô ta, nó, của nó | g- | họ, của họ               | ekw-, n- |

Theo các nguồn sẵn có, các ngôn ngữ Andaman chỉ có hai số từ: "một" và "hai". Toàn bộ hệ thống số và lượng từ của chúng là một, hai, hơn một, hơn một vài, và tất cả.

## Phân loại
Các ngôn ngữ Andaman thuộc về hai ngữ hệ riêng biệt,
- Andaman Lớn: Nói bởi người Andaman Lớn; tiếng Aka-Jeru có 36 người nói sót lại năm 1997, tất cả đều biết nói tiếng Hindi, tuyệt chủng năm 2009.
- Önge: Hai ngôn ngữ nói bởi khoảng 300 người, đa số đơn ngữ.

Ngoài ra, có một ngôn ngữ không có thông tin:
- Tiếng Sentinel; có ít nhất 50 người nói, và có thể đạt tới hơn 250 (không rõ dân số người Sentinel).

Sự tương tự giữa hệ Andaman Lớn và Önge chủ yếu ở đặc điểm hình thái, với rất ít sự tương đồng về từ vựng. Do đó, các ngôn ngữ Andaman không tạo nên một ngữ hệ thống nhất.